# Cryptotaenia japonica
El perejil japonés (Cryptotaenia japonica) es una especie de planta herbácea perteneciente a la familia de las apiáceas, originaria del este de Asia, crece silvestre en lugares húmedos y sombríos.

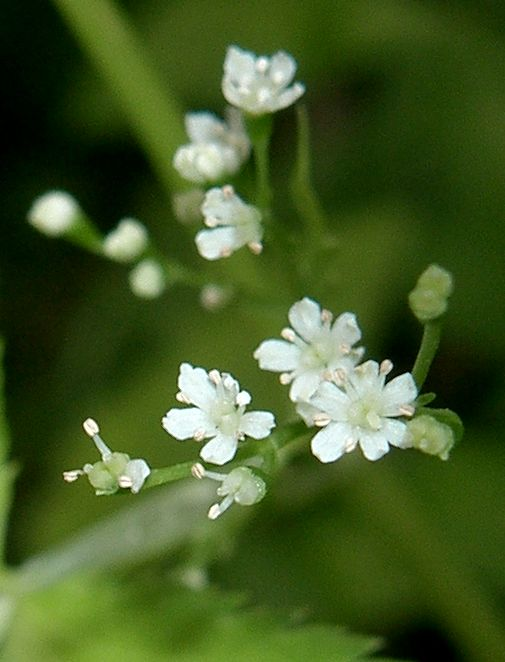
Detalle de las flores.

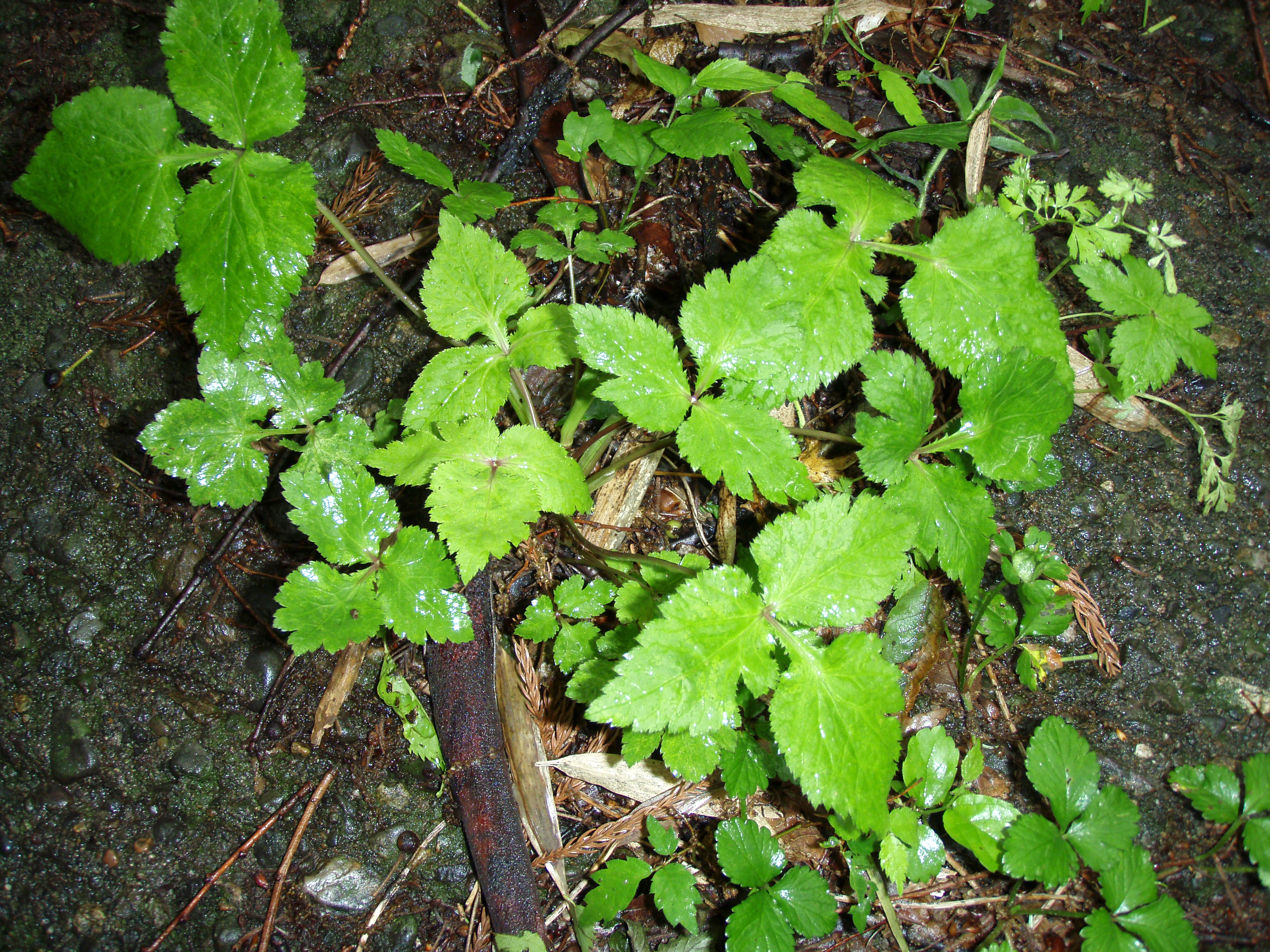
Vista de la planta.

## Descripción
Es una planta herbácea  de 20-100 cm de altura. Las hojas basales e inferiores con pecíolos de 5-20 cm, con vainas alargadas; la hoja triangular, amplia, ovadas, de 2-14 × 3-7 cm; con foliolos rómbico-obovados o cordados.

## Distribución y hábitat
Se encuentra en lugares húmedos en los bosques en alturas de 200-2400 metros. Se distribuye por Anhui, Fujian, Gansu, Guangdong, Guangxi, Guizhou, Hebei, Hubei, Hunan, Jiangsu, Jiangxi, Shaanxi, Shanxi, Sichuan, Taiwán, Japón, Yunnan y Corea.

## Propiedades
Esta especie se utiliza en la medicina tradicional china como un tónico para fortalecer el cuerpo. Se trata de una especie distintiva, exhibiendo una variación continua en la forma de las hojas y las inflorescencias en toda la gama. Es aquí tratada como una especie (con tres formas: f. japonica, F. dissecta (Y. Yabe) Hara, y f. pinnatisecta Liou ) muy similares, aunque son distintos de los de América del Norte Cryptotaenia canadensis (Linnaeus) de Candolle.

## Usos
C. japonica se considera un condimento (similar a angelica) y usado como un tónico para  el fortalecimiento, se utilizan en ensaladas.  Parecido al perejil, su sabor es limpio y refrescante con un sabor ligeramente amargo.

## Taxonomía
Cryptotaenia japonica fue descrita por Justus Carl Hasskarl y publicado en Retzia, sive, Observationes botanicae, quas de plantis horti botanici Bogoriensis 1: 113. 1856.
Sinonimia
- Cryptotaenia canadensis f. atropurpurea (Makino) Yonek.
- Cryptotaenia canadensis f. dissecta Makino
- Cryptotaenia canadensis var. japonica (Hassk.) Makino
- Cryptotaenia canadensis subsp. japonica (Hassk.) Hand.-Mazz.
- Cryptotaenia canadensis f. warabiana (Makino) Yonek.
- Deringa dissecta (Y.Yabe) Koso-Pol.
- Deringa japonica (Hassk.) Koso-Pol.[2]